# Natroaftitalita
La natroaftitalita és un mineral de la classe dels sulfats. Rep el nom com a anàleg de sodi de l'aftitalita.

## Característiques
La natroaftitalita és un !!! de fórmula química KNa₃(SO₄)₂. Va ser aprovada com a espècie vàlida per l'Associació Mineralògica Internacional l'any 2018. Cristal·litza en el sistema trigonal. És isostructural amb l'aftitalita i la möhnita.
L'exemplar que va servir per a determinar l'espècie, el que es coneix com a material tipus, es troba conservat a les col·leccions del Museu Mineralògic Fersmann, de l'Acadèmia de Ciències de Rússia, a Moscou (Rússia), amb el número de registre: 5254/1.

## Formació i jaciments
Va ser descoberta a la fumarola Arsenàtnaia, al volcà Tolbàtxik (Krai de Kamtxatka, Rússia), on es troba en forma de monocristalls de fins a 1 cm de diàmetre, de vegades combinats en crostes de fins a 2 cm de diàmetre, i com a cristalls hexagonals incolors de forma tabular a lamel·lar de fins a 2 mm de diàmetre, de vegades esquelètics, i típicament combinats en creixements paral·lels. Aquest indret concret del volcà és l'únic indret de tot el planeta on ha estat descrita aquesta espècie mineral.